# Fentermin
Fentermin je stimulans centralnog nervnog sistema i simpatomimetik sa dejstvom i primenom sličnom sa dekstroamfetaminu. On je korišten za tretiranje gojaznosti. Naka od tržišnih imena su: -[Adipex-P]- i Suprenza. Fentermin je takođe dostupan u kombinacijama sa drugim lekovima, kao što je Qsymia.

## Spoljašnje veze
|  | Molimo Vas, obratite pažnju na važno upozorenje u vezi sa temama iz oblasti medicine (zdravlja). |